# What the Bleep Do We Know!?
What the Bleep Do We Know!? (także zapisywane jako What tнē #$*! D̄ө ωΣ (K)πow!? i What the #$*! Do We Know!?) – amerykański film dokumentalny z 2004 roku.
Głównym założeniem filmu jest twierdzenie, że myśli mogą wpłynąć na rzeczywistość na poziomie makroskopowym, oparte na wnioskach z kopenhaskiej interpretacji mechaniki kwantowej. What the Bleep Do We Know!? jest połączeniem dokumentalnych wypowiedzi ludzi do kamery, animacji komputerowych oraz wątku fabularnego.
W filmie wypowiadają się fizycy (między innymi Fred Alan Wolf) oraz J.Z. Knight – kobieta określająca się jako medium kanałowe, przez które przemawia nauczyciel duchowy o imieniu Ramtha. Producenci są byłymi uczniami szkoły J.Z. Knight (Ramtha's School of Enlightenment), stąd w filmie widoczne jest odbicie jej światopoglądu i nauk duchowych.

## Wątek fabularny
Główną bohaterką jest głucha fotograf (w tej roli Marlee Matlin). Zdarzenia z jej codziennego życia są okazją do wplecenia wątków dokumentalnych w postaci wypowiedzi naukowców oraz J.Z. Knight (Ramthy) na temat fizyki kwantowej, świadomości, emocji, uczuć i rzeczywistości.

## Książka oraz sequel filmu
W 2005 ukazała się książka pod tytułem What the Bleep!. Która w 2009 roku doczekała się polskiego wydania przez Wydawnictwo Manawa pod tytułem What the BLEEP do we (k)now!? Co my tak naprawdę wiemy!?.
W 2006 roku miał premierę sequel filmu zatytułowany What the Bleep!? Down the Rabbit Hole. Następnie, w tym samym roku, ukazało się DVD What the Bleep! Down the Rabbit Hole - Quantum Edition będące bardzo rozszerzoną wersją pierwowzoru – zawiera prawie 16 godzin materiału.